# Glacières de Paris

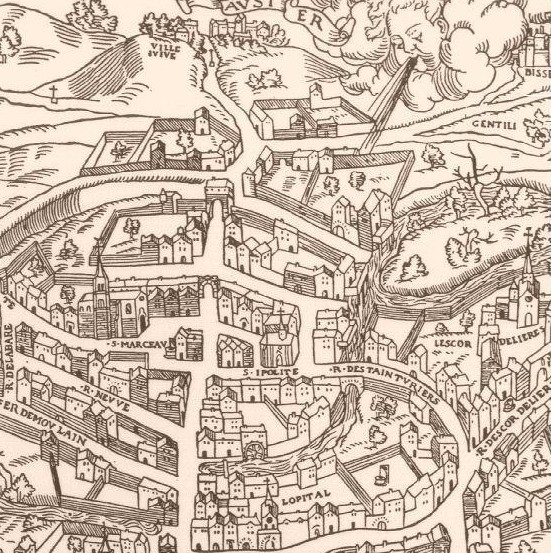
La Bièvre depuis Paris jusqu'à Gentilly, et la route de Gentilly au XVI, plan de Truchet et Hoyaux.

Les glacières de Paris étaient des entrepôts de Paris où l'on amassait de la glace en hiver, dans des conditions de température relativement stables, pour la redistribuer à ceux qui en avaient besoin durant le reste de l'année.

## Le chemin de la Glacière

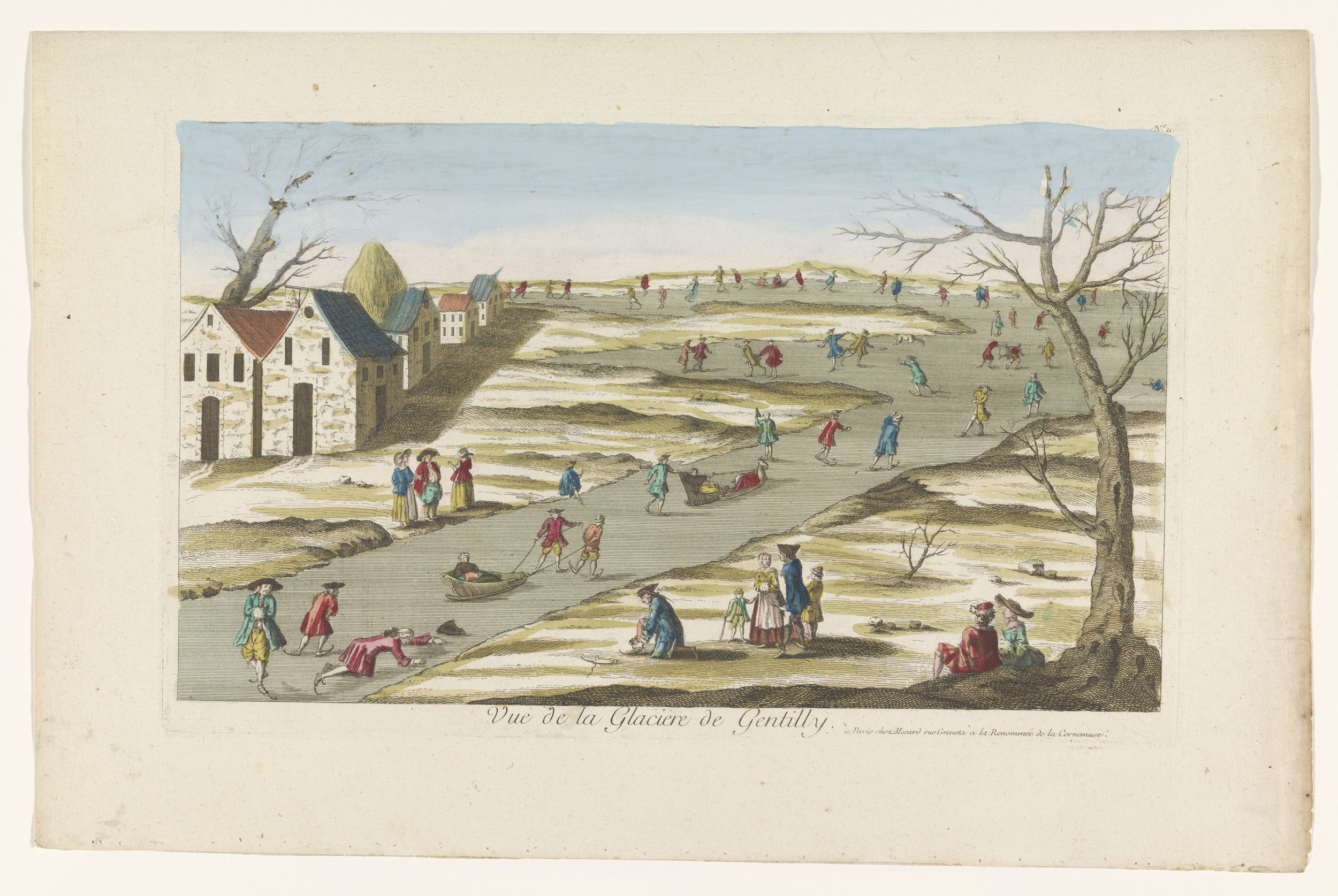
Vue de la Glacière de Gentilly, RP-P-1925-1227.

Au XVIIe siècle, le Chemin de la Glacière (non loin de la rue de la Barrière et de la rue du Champ de l'Alouette, près du Clos Païen), traversait le Hameau de « la Glacière », c'est-à-dire en fait l'autre nom du hameau du Petit-Gentilly, ou prairie de la glacière. « La Bièvre traverse le village et va vers Gentilly. Là, son lit se partage en deux ; l'un plus considérable qui est la véritable continuation de la rivière, et suit le côté droit du vallon ; et l'autre infiniment plus petit, coule au bas du côté gauche et en suit toutes les inflexions. C'est ce petit bras, alimente par les infiltrations du lit supérieur et par la petite source à Mulard qui prend dans Paris le nom de rivière Morte ; il fournit l'eau aux différents bassins établis dans la prairie au bas des hauteurs de la Santé. Un seul de ces bassins reste plein dans l'été ; les autres ne se remplissent qu'en hiver ; ils sont destinés à fournir la glace qui se consomme en été dans Paris». Cette prairie submersible gelait en hiver, la glacière se trouvait à l'extrémité dans un vaste enclos exposé au nord et couvert de massifs d'arbres lesquels protégeaient les laveuses du soleil : elles étaient inondées l'hiver au moyen d'une vanne qui se trouvait rue du Pot-au-Lait. L'eau avait peu de profondeur et gelait facilement. ; on la conserve dans plusieurs glacières considérables situées dans le voisinage » : Les blocs de glaces des étangs gelés de la Bièvre, qui attiraient aussi de nombreux patineurs, étaient entreposés à Montsouris où passait un canal de la Bièvre : d'où le nom de « Glacière ». Pour conserver la glace, on creusait de grands puits en maçonnerie, on y descendait la glace et on recouvrait de terre, et l'été, on déterrait la glace parfaitement conservée. C'est l'actuelle rue de la Glacière.

## Laglaceet lesglacièresdeParis

### JusqueXVIIesiècle
- Les Turcs connaissaient les glacières, rapporte le voyageur Pierre Belon en 1553 mais pas les Français, quoiqu'en Europe on rafraîchisse les boissons avec de la neige sous Henri III : ce mot de « Glacière » est alors encore inconnu au XVIe siècle des dictionnaires de français, Jean Nicot par exemple qui ne mentionne que le verbe glacer = glaciare. Mais on trouve dans le dictionnaire de Pierre Richelet en 1680 : « Glacière, s. f.  : Sorte de petite chambre, ou de grande loge couverte de terre et de paille, si bien fermée que le jour n'y entre point où l'on conserve de la glace l'été afin de boire frais. (Une bonne glacière. Les glacières se font ordinairement dans quelque coin de jardin.) » Et le Journal de la Régence parle de glacières qu'on remplissait de neige et de glace durant l'hiver.

- Au XVIIe siècle en 1668, apparaissent dans Paris les premiers café-glaciers. Le Sicilien Francesco Procopio dei Coltelli, appelé communément Procope, introduit la glace et le sorbet en 1660 dans son café en face de la Comédie-Française : quatre-vingt parfums différents attiraient les clients : la corporation des Limonadiers obtint alors en 1676 le droit de fabriquer de glaces : « glaces et boissons glacées ». À cette date est créée la corporation des « Limonadiers-marchands d’eau de vie ». Du Buisson successeur de Procope, en 1770, fit des glaces en toute saison et non plus seulement l'hiver.

- Le gouvernement donna le monopole de la glace à une compagnie de traitants qui demanda à l'affermer par privilège exclusif. Le prix de la glace devint alors excessif, et on fut obligé d'en rendre le commerce libre comme par le passé[5]. On se mit alors, à la même époque, à stocker la glace collectée les jours de froidure sur les plans d’eau et les rivières comme la Bièvre, dans des glacières, et des sous-sols aménagés, pour la sortir durant l'été. Du côté de Gentilly, la glace était stockée à Montsouris.

### AuXIXesiècle
La ville de Paris était approvisionnée par quarante glacières, les plus anciennes étant celles de Gentilly, Saint-Ouen, et Villeneuve l'Étang. La glace venait aussi de Norvège lorsqu'on en manquait. La Société des Glacières réunies de Saint-Ouen et de Gentilly en possédait trente, qui pouvaient emmagasiner vingt mille tonnes de glace. La consommation totale était de 7 500 tonnes sur lesquelles 500 étaient employées par les marchands et les préparateurs de denrées alimentaires, les crémiers, et le reste par les glaciers pour la fabrication de glaces et de sorbets.
- En 1862, le journal des Travaux publics donne quelques détails intéressants sur les glacières de la ville de Paris :

«  La consommation de glace à Paris, est de «  six millions de kilogrammes par an, livrés au commerce au prix de 9, 10 c. le kilogrammes, on le revend au détail de 20 à 40 c. le kilogramme. En établissant elle-même des glacières, l'administration municipale a voulu empêcher le monopole d'augmenter le prix de la glace en gros et faire diminuer le prix de la glace en détail, en la vendant 12 c. le kilogramme.

Les glacières de la ville de Paris sont établies dans une partie du petit bois compris entre les fortifications et le chemin de fer d'Auteuil, non loin des lacs et du puits de Passy. Les forages de ce puits ayant indiqué pour la composition du sol un banc île roche de 15 mètres 50 cent. d'épaisseur reposant sur une couche de sable granuleux, ce terrain a paru le plus convenable pour établir les glacières, les matériaux de construction étant fournis par le sol lui-même, et l'eau provenant de la fonte des glaces trouvant un écoulement facile dans les sables sous-jacents.

Une fouille a été de 70 mètres de longueur sur 30 de largeur et 15 mètres 50 de profondeur. Cette immense excavation de 32 550 mètre a été divisée en dix compartiments formant des cubes de 12 mètres de côté et contenant chacun l million de kilogrammes de glace, soit 10 millions pour l'ensemble ; mais comme  on admet un déchet de 50 pour cent, ou ne compte que sur 5 millions livrables. »
— Travaux publics, 1862
- La glace était livrée grâce à des voitures à cheval assurant le transport des glaces dans Paris : elles étaient amenées dans une chambre isolante, réunissant les quatre couvertures de quatre glacières adjacentes, puis descendues au moyen d'un treuil dans la galerie elle-même, où ils étaient chargés de paniers contenant chacun 50 kilogrammes de glace, afin de pouvoir en livrer 25 kilogrammes chacun pour un sixième de perte. Au moment du départ, les paniers tout prêts étaient extraits de la glacière, chargés dans la voiture et livrés au consommateur. Des vendeurs de pain de glace et de « carafes » passaient ainsi chaque matin, comme le laitier.

## La Société desglacièresde Paris

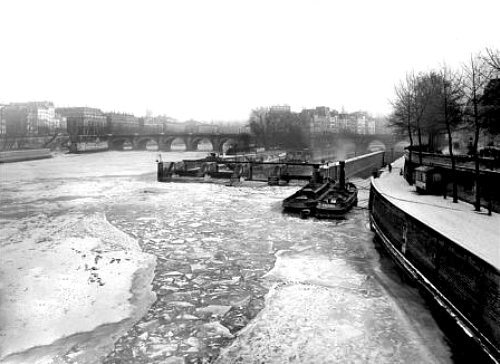
La Seine sous la glace vers 1891.

De petits industriels s'occupaient de conserver la glace et de la vendre ; ils furent hostiles au rattachement de Gentilly à Paris en 1859. La Société des glacières de Paris fut créée peu après, en 1868 : Société Anonyme des Glacières de Paris, constituée le 7 juillet 1868. Son siège social se trouvait à Paris (RC Seine 148 315), 39 quai de Grenelle puis rue Rouelle, mais les Glacières étaient situées à Boulogne-Billancourt. Augustin Falcouz en fut l'administrateur. L'entreprise fut transformée en Société nouvelle des glacières de Paris en 1936. La glace coûte alors 12 francs les 100 kg, comprenant les 6 francs d'entrée perçus par la ville de Paris à l'octroi de Boulogne et de Vincennes. La société avait acheté une concession à Chamonix pour exploiter la glace du Glacier des Bossons. En 1885, elle achète l'entreprise des glacières de Sylans, qui exploite la glace du lac de Sylans.

## Glacière de Saint-Ouen
Après la guerre, on retrouva à Saint-Ouen, lors de fouilles, les traces d'une ancienne glacière inconnue des gens du quartier. Ceci prouve qu'on recueillait depuis longtemps de blocs de glace sur la Seine à Saint-Ouen. La grande glacière, la plus grande des environs de Paris, fut établie par M. Lenoir au XIXe siècle. C'était un puits de dix mètres de profondeur sur trente-trois de diamètre. On y a là produit de la glace artificielle suivant un nouveau procédé : « Les procédés employés étaient ceux d'évaporation. L'eau, amenée par des pompes au sommet de gradins en charpente, descendait en cascades par nappes minces, et, coulant lentement dans de vastes bassins isolés du sol, achevait de se congeler. On a obtenu de cette manière des masses considérables de glace lorsque la température atmosphérique était à quelques degrés de zéro. » La glacière contenait millions de livre de glace et pouvait en contenir plus du double. On prenait les blocs de glace dans la Seine et sur le canal Saint-Denis. Le procédé devait rendre la glace bien moins coûteuse puisque le dépôt se trouvait plus proche de la capitale, elle fondait donc moins. Elle était destinée à une grande consommation. Elle servait à remplir les vases autour des bouteilles (« seaux à champagne », etc.) et de carafes à rafraîchir, rafraîchir les denrées, les glaces enfin. La glace était portée à domicile.
«  Glacière de Saint-Ouen. — La nouvelle glacière, établie auprès de Saint-Ouen, diffère de toutes les autres par son étendue (cent pieds de diamètre) ; L'établissement de Saint-Ouen offrira aux consommateurs : i° Une fontaine qui conserve du matin au soir, à la température de zéro, la quantité d'eau nécessaire pour la consommation d'un jour, ainsi que les autres liquides que l'on veut rafraîchir. Dans cet appareil, la glace produit le maximum de son action. a° Des glacières portatives, contenant de 100 à 500 livres de glace, et pouvant la conserver pendant douze ou quinze jours ; ce qui donne à chacun le moyen de restreindre ou d'étendre sa consommation, suivant les circonstances, sans autre embarras que celui de faire remplir la glacière à des époques plus ou moins rapprochées. On peut voir ces appareils au dépôt de la glacière de Saint-Ouen, à Paris, rue Neuve-Saint-Augustin  au° 3. L'établissement s'occupe aussi de la construction de réfrigérons destinés à abaisser la température des chambres des malades, des cabinets de travail  »
— Revue encyclopédique , 1926

## La glacière de Boulogne
La glacière du Bois de Boulogne était connue depuis longtemps sous ce nom. Cette glacière, située près du lac, avait été construite en 1857 par la Compagnie des rafraîchissements. Elle faisait soixante-dix mètres de longueur sur quarante mètres de largeur, avec une profondeur en proportion, et avait la forme d'un parallélogramme. Une charpente en bois, élevée d'après un système américain et recouverte d'une toile goudronnée, abritait de nombreux ouvriers qui y étaient occupés. Elle pouvait contenir jusqu'à dix mille tonnes de glace, quantité supérieure de deux mille à la consommation habituelle de Paris (huit mille tonnes).
«  Les froids exceptionnels que nous venons de subir préparent à la ville de Paris des bénéfices considérables. On a parlé, dans divers journaux, des immenses glacières que l'administration a faites élever sur la commune de Passy (laquelle est, à compter d'aujourd'hui même, le XVIe arrondissement de la capitale). Ces glacières, situées entre la tranchée du chemin de fer qui porte à l'avenue de l'Impératrice, et à celle des fortifications, en face du puits artésien, sont, à cette heure, remplies de la glace prise à la mare d'Auteuil et surtout dans les lacs du Bois, transportée par des centaines de charrettes qui ont, pendant quinze jours, occupé des milliers d'hommes. Ces glacières contiennent quarante-cinq millions de kilogrammes de glace. La ville vendant chaque kilo dix centimes, c'est quatre millions cinq cent mille francs de produits  »
— no 142 du 31 décembre 1859 du Monde Illustré
En 1899, la Société des Glacières de Paris édifia une usine 45 rue de Meudon à Boulogne-Billancourt, face à ce qui sera plus tard la Patinoire Fédérale de Boulogne, alimentée par l’usine des Glacières : la glace de la piste de patinage était acheminée par un conduit souterrain des Glacières de Paris jusqu'à la patinoire au numéro 1 de la rue de Victor-Griffuelhes de Boulogne-Billancourt. L'usine de Boulogne possédait d'importantes succursales à Paris, quai de Grenelle, rue de Rouelle et rue Saint-Ambroise, à la Brèche-Saint-Denis et à la Marche-Vaucresson.